# Bandera d'Anchorage
La bandera d'Anchorageestà formada per un camp de color groc sobre el que hi ha centrat el segell de la ciutat, el qual presenta una àncora blava en primer pla i un veler groc al fons, a la seva dreta hi ha un avió en blau i a la dreta un sol groc. Damunt i davall del segell es pot llegir "ANCHORAGE ALASKA" també en blau. La bandera fou adoptada a partir d'un concurs fet el 1973 i que guanyà l'artista Joan Kimura. L'any 1975, en una resolució de l'Assemblea d'Anchorage, es va adoptar el disseny del segell de la bandera com a segell oficial de la ciutat.

## Simbolisme
L'àncora fa referència al nom de la ciutat, així com al seu origen com a lloc de fondeig, sobretot per al tercer viatge de James Cook. L'avió modern simbolitza el paper d'Anchorage com a centre de transport amb el seu aeroport internacional Ted Stevens Anchorage. El sol groc simbolitza la variació de la llum del dia a través de les estacions a causa de la seva alta latitud nord. El vaixell és l'HMS Resolution utilitzat pel capità James Cook en la seva exploració de la badia de Cook, sobre la qual es va fundar Anchorage. Es desconeix què vol representar el camp groc, però possiblement es refereix a la febre de l'or de Klondike.

## Història
El 1973, la ciutat d'Anchorage va organitzar un concurs per adoptar una bandera de la ciutat per primera vegada. L'artista i professora d'art durant molt de temps a la Universitat d'Alaska Anchorage Joan Kimura va presentar una pintura acrílica del seu disseny que va ser lleugerament ajustada i després adoptada per la ciutat.
L'Associació Vexil·lològica Nord-americana va classificar la bandera com la 29a millor de les 150 banderes de ciutat seleccionades als Estats Units i la va puntuar amb un 5,33 sobre 10.